# Xichang
Xichang (chiń. 西昌; pinyin Xīchāng) – miasto na prawach powiatu w południowo-środkowych Chinach, w prowincji Syczuan, siedziba administracyjna prefektury autonomicznej Liangshan. W 2000 roku miasto liczyło ok. 615 tys. mieszkańców. Ośrodek przemysłu spożywczego, metalowego i hutniczego, centrum handlowe regionu rolniczego, a także ośrodek turystyki oraz tradycji i kultury grupy etnicznej Yi. Xichang jest ważnym węzłem drogowym (szosa Syczuan–Junnan) i kolejowym (magistrala kolejowa Chengdu–Kunming); miasto posiada także własny port lotniczy. Siedziba rzymskokatolickiej diecezji Ningyuan. W pobliżu Xichangu znajduje się kosmodrom Xichang.

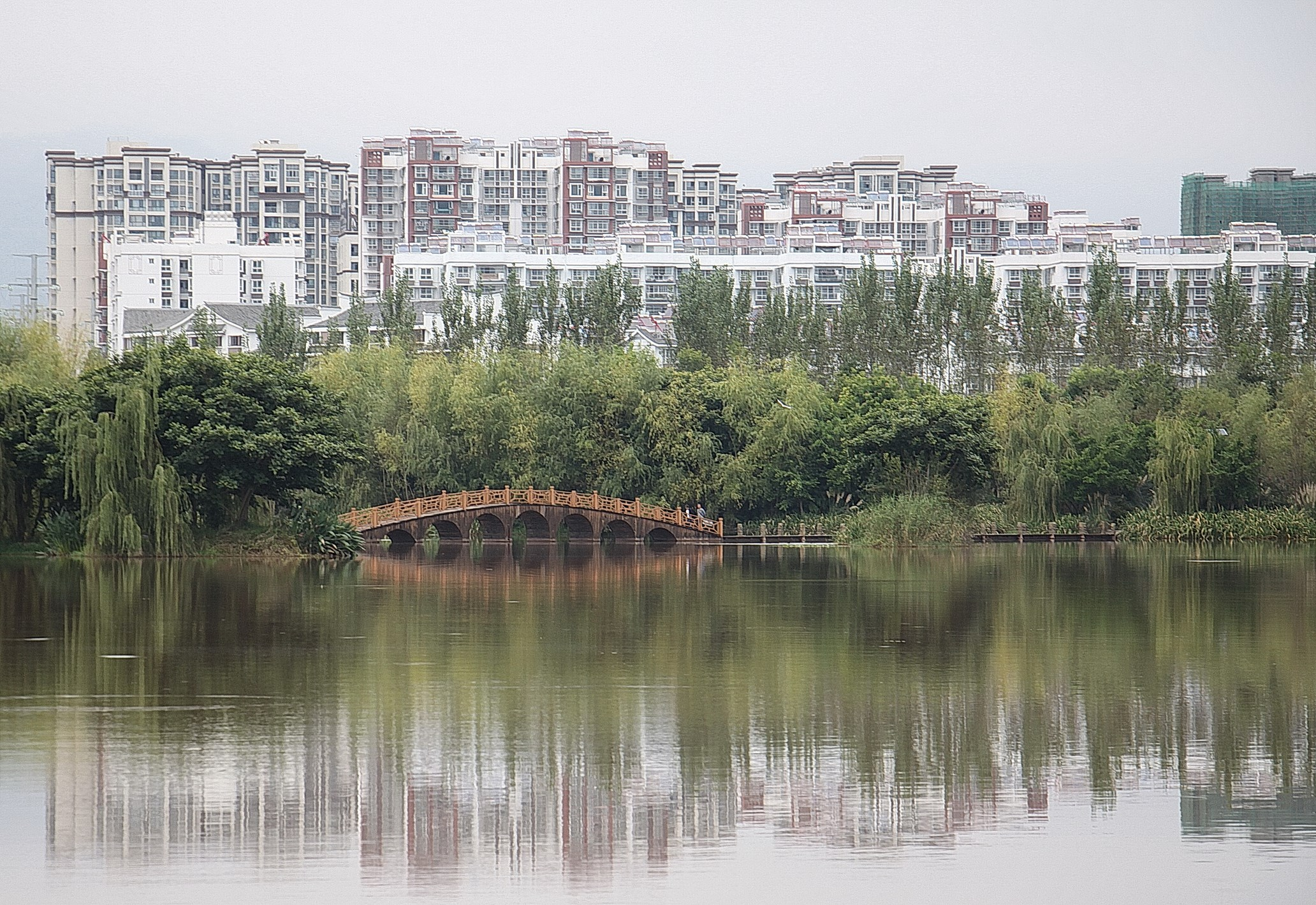
Widok na Xichang z jeziora Qionghai.
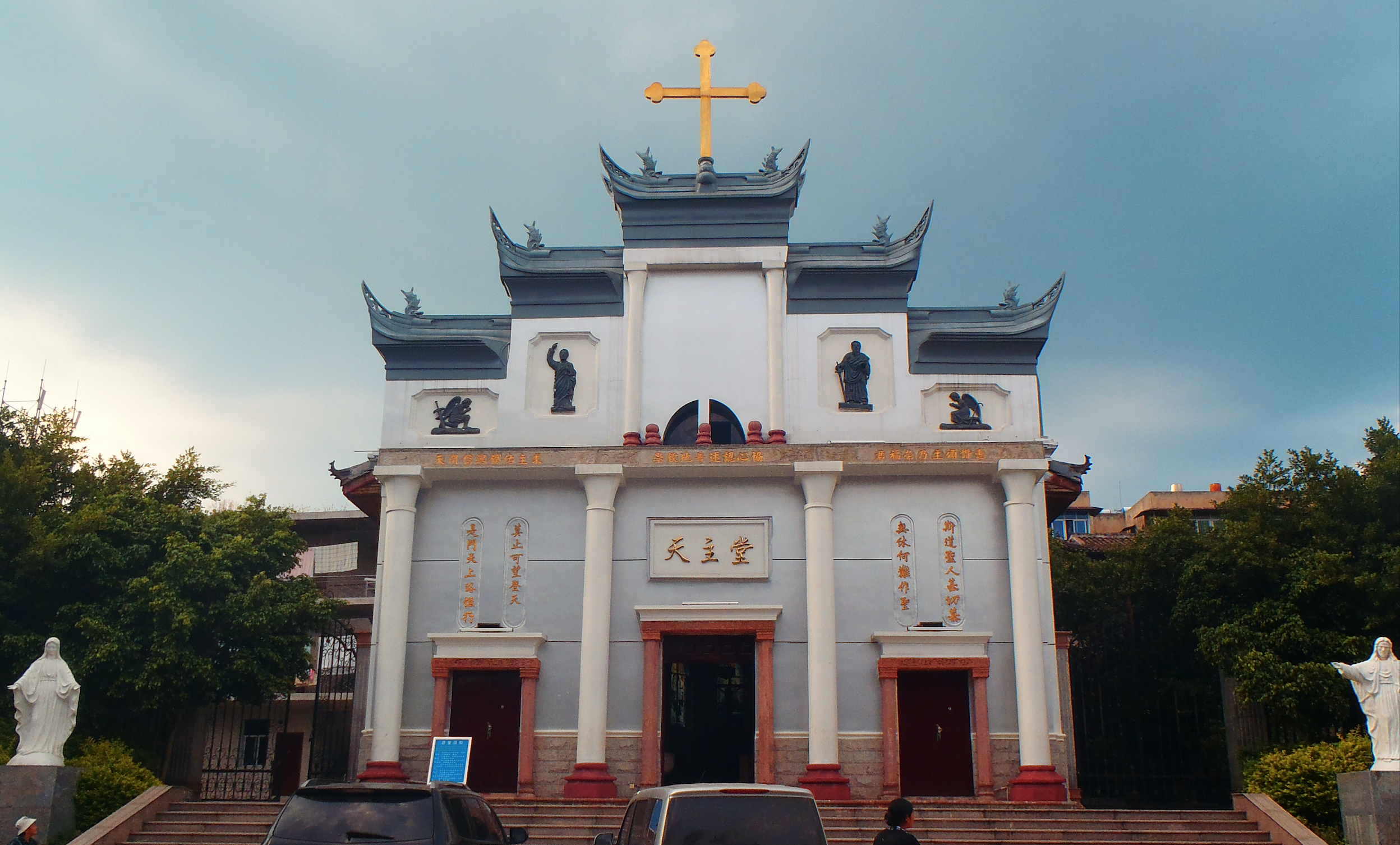
Katedra rzymskokatolicka Xichangissa.
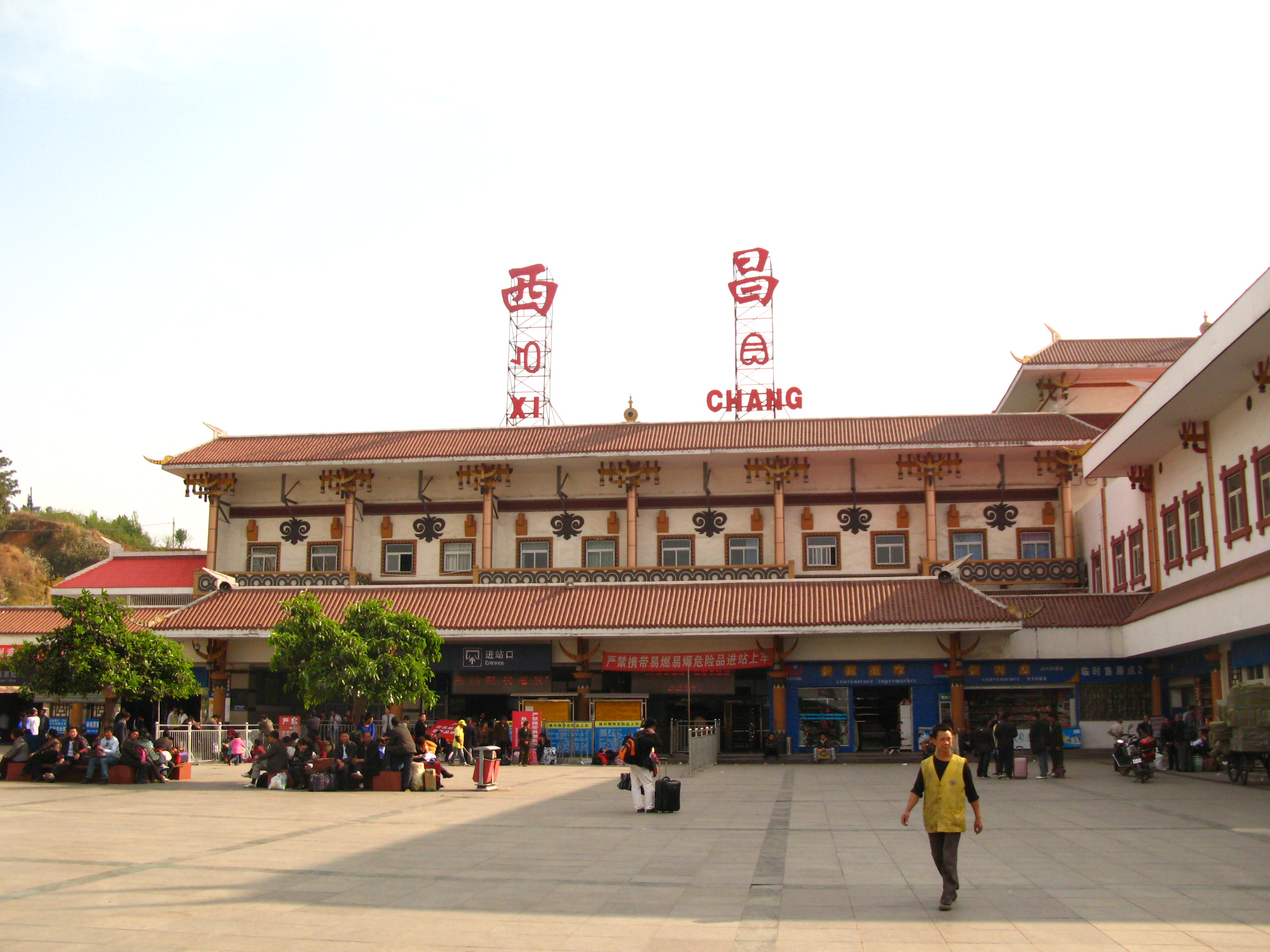
Dworzec kolejowy Xichang.
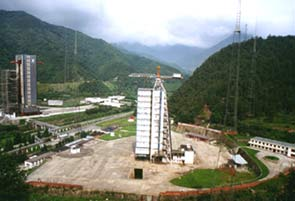
Kosmodrom Xichangin.